# 浊漳西源
浊漳西源，古称铜鞮水，也称小漳水、西漳水、西河，位于中华人民共和国山西省东南部，是漳河源流之一，发源于沁县漳源镇安家岭村老牛沟一带，蜿蜒向东南流经漳源镇、沁县县城定昌镇、段柳乡、新店镇、襄垣县虒亭镇、夏店镇等地，于古韩镇甘村东南与浊漳南源相汇。河长80千米，控制流域面积1669平方千米。干流中游建有大型水库后湾水库。